# Tatuaje (película)

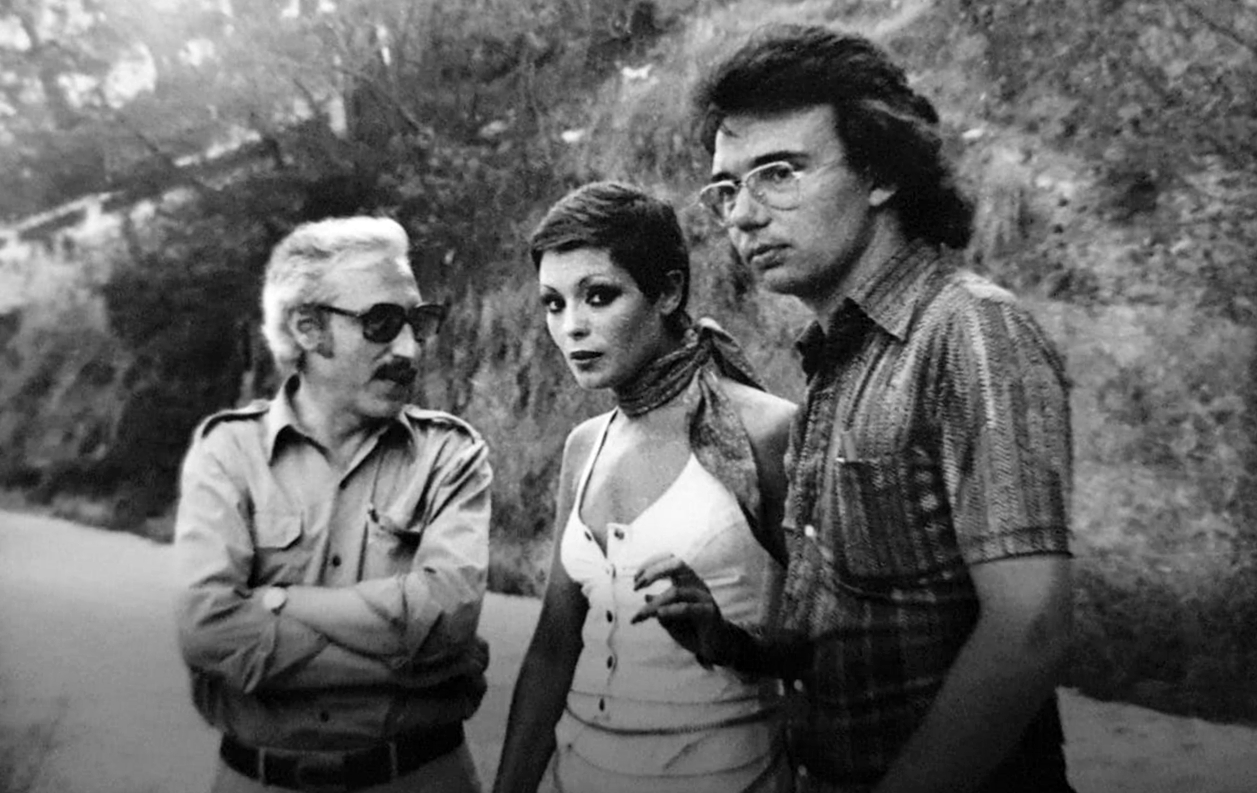
José Ulloa, Pilar Velázquez y el operador Paco Marín
en una foto de rodaje.

Tatuaje es una película filmada en 1976 y estrenada en 1979, dirigida por Bigas Luna, del género intriga, realizada en España y en Italia, y basada en una obra de Manuel Vázquez Montalbán.

## Sinopsis
En una playa barcelonesa aparece el cadáver de un hombre joven, con la cara comida por los peces, y lleva tatuada en el brazo la frase: "He nacido para revolucionar el infierno". Así comienza un extraño enigma. Para empezar hay que encontrar un nombre a este muerto, averiguar su identidad. Este es el encargo que recibe Pepe Carvalho, detective gallego, exagente de la CIA y escéptico vocacional, lo que no le impide disfrutar y saborear los placeres de la buena mesa y la buena cama. Entre los bajos fondos de Barcelona y las calles y los canales de Ámsterdam, Carvalho no tarda en dar con la respuesta.

## Reparto
- Carlos Ballesteros: Pepe Carvalho
- Pilar Velázquez: Charo
- Mónica Randall: Teresa Marsé
- Luis Ciges: Bromuro
- Terele Pávez

## Producción
Inicialmente la película iba a ser dirigida por el director de cine José Ulloa, coguionista junto a Bigas Luna.

## Música
La música de la película, a partir de piezas de Toni Miró, está interpretada por una reunión de componentes de Música Urbana, Blay Tritono y La Rondalla de la Costa, y dirigida por Joan Albert Amargós. Fue editada en LP, y se puede encontrar en soporte digital.